# Tipisaari (ö i Mellersta Finland)
Tipisaari är en ö i Finland. Den ligger i sjön Sumiainen och i kommunen Äänekoski i den ekonomiska regionen  Äänekoski ekonomiska region  och landskapet Mellersta Finland, i den centrala delen av landet, 280 km norr om huvudstaden Helsingfors. Öns största längd är 10 meter i sydväst-nordöstlig riktning.